# Würm (Amper)
Die Würm ist ein 39,5 Kilometer langer Fluss in Bayern. Sie ist der einzige Abfluss des Starnberger Sees, der bis 1962 Würmsee hieß, und beginnt an dessen Nordostende bei Starnberg. Der Hauptarm mündet bei Dachau in die Amper, die dann bei Moosburg in die Isar mündet. Die Würm speist aber auch das Nordmünchner Kanalsystem, über das Teile des Würmwassers in die Isar und die Moosach gelangen.

## Namensherkunft
Der Flussname Würm ist erstmals bezeugt als Uuirma im Jahre 772 und später als Wirmiseo ‚Würmsee‘ (910), Vuirama (956/957), Wirmina (1056), Wirm (1310) sowie schließlich 1674 als Würm. Er wird traditionell von einem keltischen Ausdruck wirmina ‚die schnell Strömende‘ hergeleitet. Laut Hans Bahlow ist er jedoch wohl vorkeltischen, aber noch indogermanischen Ursprungs. Der Name würde damit zur Schicht der ältesten erhaltenen Gewässernamen gehören. Würm setzt sich demnach aus indogermanisch *uer-, *uor- ‚Wasser, Regen, Fluss‘ und einem m-Suffix zusammen. Albrecht Greule hingegen leitet den Namen vom germanischen Adjektiv *werma- „warm“ im Sinne einer Stellenbezeichnung „wo es warm ist“ ab. Eine entsprechende Besiedlung in der Bronzezeit ist im Würmtal durch Bodenfunde und Pollenanalysen archäologisch nachgewiesen.

## Geologie
Die Würm ist Namensgeberin für das letzte große Glazial im Alpenvorland, die Würm-Eiszeit, die vor etwa 10.000 Jahren ausklang und in ihren Gletscherzungen unter anderem Ammersee und Starnberger See (vormals Würmsee) sowie die Münchener Schotterfläche hinterlassen hat. Im Durchbruch der doppelten Endmoräne, zwischen Leutstetten und dem Mühltal, hat sich die Würm bis zu 50 Meter in den tertiären Untergrund eingegraben. Vorrangig begegnet man in diesem Abschnitt des wildromantischen Tals Mergel aus dem Tertiär sowie Nagelfluhbänken aus der Mindel-Kaltzeit. Im weiteren Verlauf, jenseits des doppelten Endmoränenwalls, ist die Würm nicht besonders tief eingeschnitten und ist durch Schmelzwasserschotter der Niederterrasse gekennzeichnet.

## Fauna

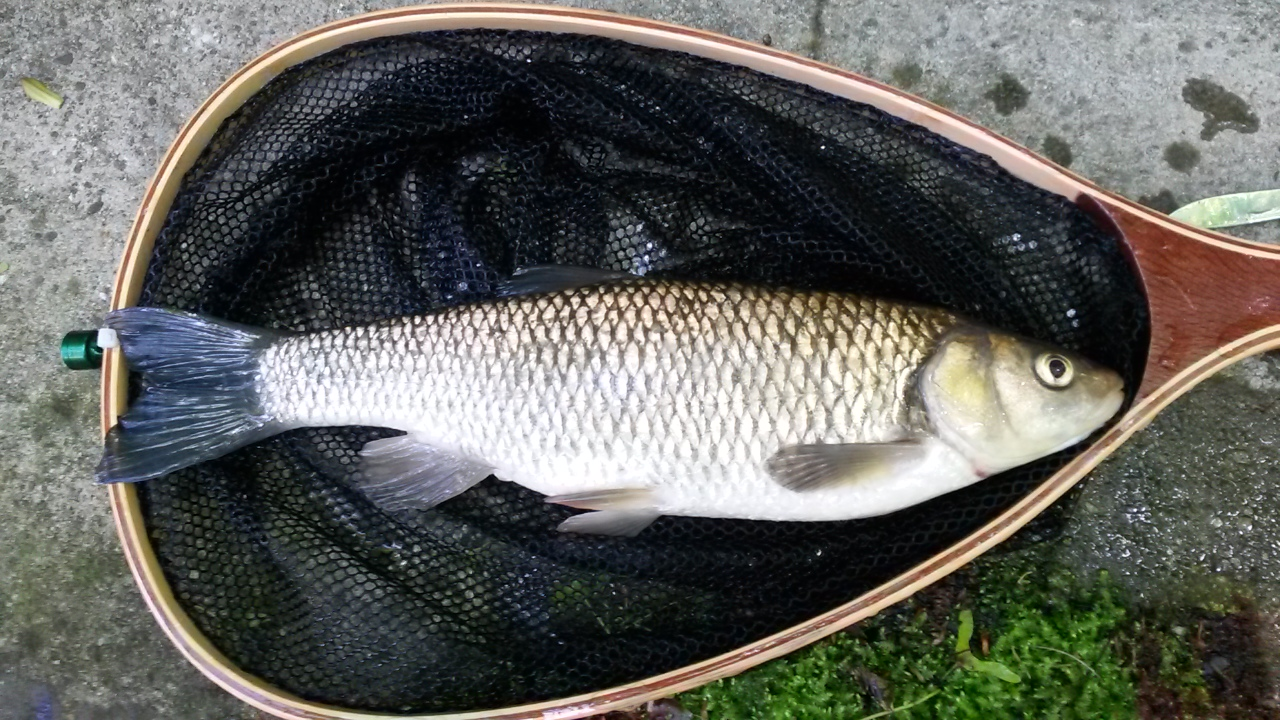
Aitel aus der Würm (2016)

Seit wenigen Jahren haben sich wieder Biber an der Würm angesiedelt, insbesondere in Pasing, Stockdorf, Gauting und Starnberg.
Die Würm bietet einigen Fischarten die Möglichkeit zur selten gewordenen natürlichen Vermehrung. Unter anderen leben hier Aitel und Flussbarben sowie Hechte, an vielen Stellen des städtischen Flussverlaufs sowie bei Starnberg nicht selten kapitale Exemplare. Ebenfalls findet sich an der Würm um Gauting ein guter Bestand der bedrohten Fischart Schneider. Auch Aale, Forellen und Schleien leben in der Würm. Exemplare des europäischen Welses werden in der Würm zwischen Starnberg und Leutstetten bis über 2 Meter lang.

## Verlauf

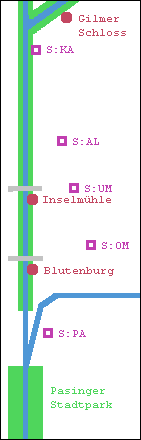
Schematischer Verlauf in München mit naheliegenden S-Bahn-Stationen. „S:PA“: Pasing, „S:KA“: Karlsfeld, „S:AL“: Allach, „S:UM“: Untermenzing und „S:OM“: Obermenzing

Der Münchner Fremden-Führer für 1865 sieht den Ursprung der Würm bereits südlich des Starnberger Sees in „den Mooren und kleinen Seen im Süden zwischen Iffeldorf und Schledorf“. Auch andere Quellen deuten den Bodenbach oder die Ostersee-Ach bzw. den Steinbach als Altwürm. Darunter ist auch das Verzeichnis der Bach- und Flussgebiete in Bayern des Bayerischen Landesamts für Umwelt, das die Würm unter der Gewässerkennzahl 1646 als Würm -- Steinbach führt.
An ihrem Oberlauf durchquert sie das Leutstettener Moos, eine als Naturschutzgebiet ausgewiesene Schilf- und Torflandschaft und durchfließt dann, nachdem sie noch Leutstetten mit Resten eines römischen Gutshofs (Villa rustica) und einem repräsentativen Wittelsbacher Schloss passiert hat, in etwas schnellerem Lauf das idyllische Mühltal und die Wälder bis Gauting. Dort steht das Schloss Fußberg an einer Flussschleife.
Der weitere Verlauf führt sie durch besiedeltes Gebiet mit kleinen bis mittleren Ortschaften (u. a. Gauting, Stockdorf, Krailling, Planegg, Gräfelfing) nach München-Pasing.
Auf 11,2 km Länge durchquert sie das westliche Münchner Stadtgebiet mit den Stadtteilen Pasing, Obermenzing, Untermenzing und Allach. In Obermenzing fließt sie vorbei am Schloss Blutenburg und speist dessen Wassergraben.
Der Fluss ist im Münchner Stadtgebiet fast überall von einem breiten Grünstreifen mit dazugehörenden Rad- und Wanderwegen umgeben, begleitet vom Pasinger Stadtpark im Süden, sein Lauf wird lediglich von drei Hauptverkehrs- und einigen ruhigen Nebenstraßen gekreuzt.
Die Würm speist Teile des Nordmünchner Kanalsystems. In Pasing wird nahe dem dortigen Bahnhof Wasser über den Pasing-Nymphenburger Kanal aus der Würm abgeleitet. Dieses durchfließt zunächst Pasing und Obermenzing in Richtung Osten in den Schlosspark Nymphenburg, um dann den Schlosskanal, die Fontäne im Schlossrondell und den Nymphenburg-Biedersteiner Kanal zu speisen. Letzterer füllt den Olympiasee im Olympiapark und mündet in der Hirschau in den Schwabinger Bach.
In Pasing wird die Würm durch die Bodenseestraße gekreuzt. In Obermenzing durch die zur A 8 führende Verdistraße. In Untermenzing wird die Würm unter der Von-Kahr-Straße, einer Hauptverkehrsader, hindurchgeführt. Auf der südlichen Seite der Von-Kahr-Straße befindet sich der Biergarten Inselmühle.
An Münchens Nordgrenze wird über ein Wehr der größte Teil des Würmwassers in den Würmkanal geleitet, der ebenfalls zum Nordmünchner Kanalsystem gehört und in der Schlossanlage Schleißheim in den Schleißheimer Kanal mündet.
Der Hauptarm der Würm verläuft weiter durch Karlsfeld Richtung Norden. Zwischen Dachau und Karlsfeld mündet der Reschenbach in die Würm und bildet mit ihr die Würm-Reschenbach-Aue, die die Stadt Dachau renaturiert hat. Direkt anschließend ist die Würm durch ein privates Wasserkraftwerk aufgestaut. Der Verlauf in der Stadt Dachau führt an der KZ-Gedenkstätte vorbei. Kurz vor der Würmmühle, deren Müller mindestens seit dem 10. Jahrhundert für den Übergang über die Würm-Amper-Aue im Mündungsgebiet der Würm in die Amper zuständig war, mündet der Pollnbach, der heutzutage aufgrund der Ausleitungen aus der Würm diese an Wassermenge übertrifft. Wenige hundert Meter weiter mündet die Würm südlich von Hebertshausen in die Amper.

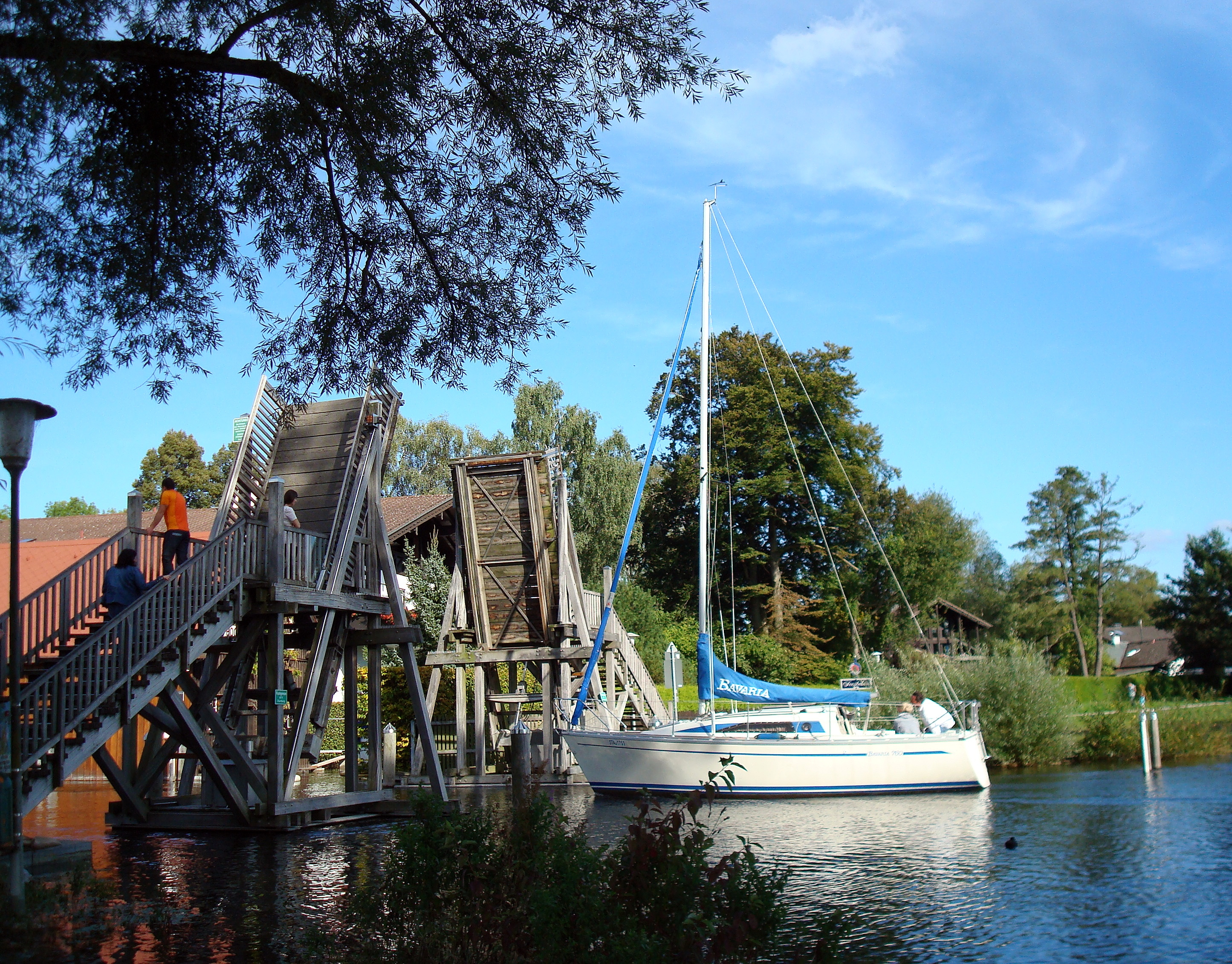
Die Würm an ihrem Beginn am Nordende des Starnberger Sees
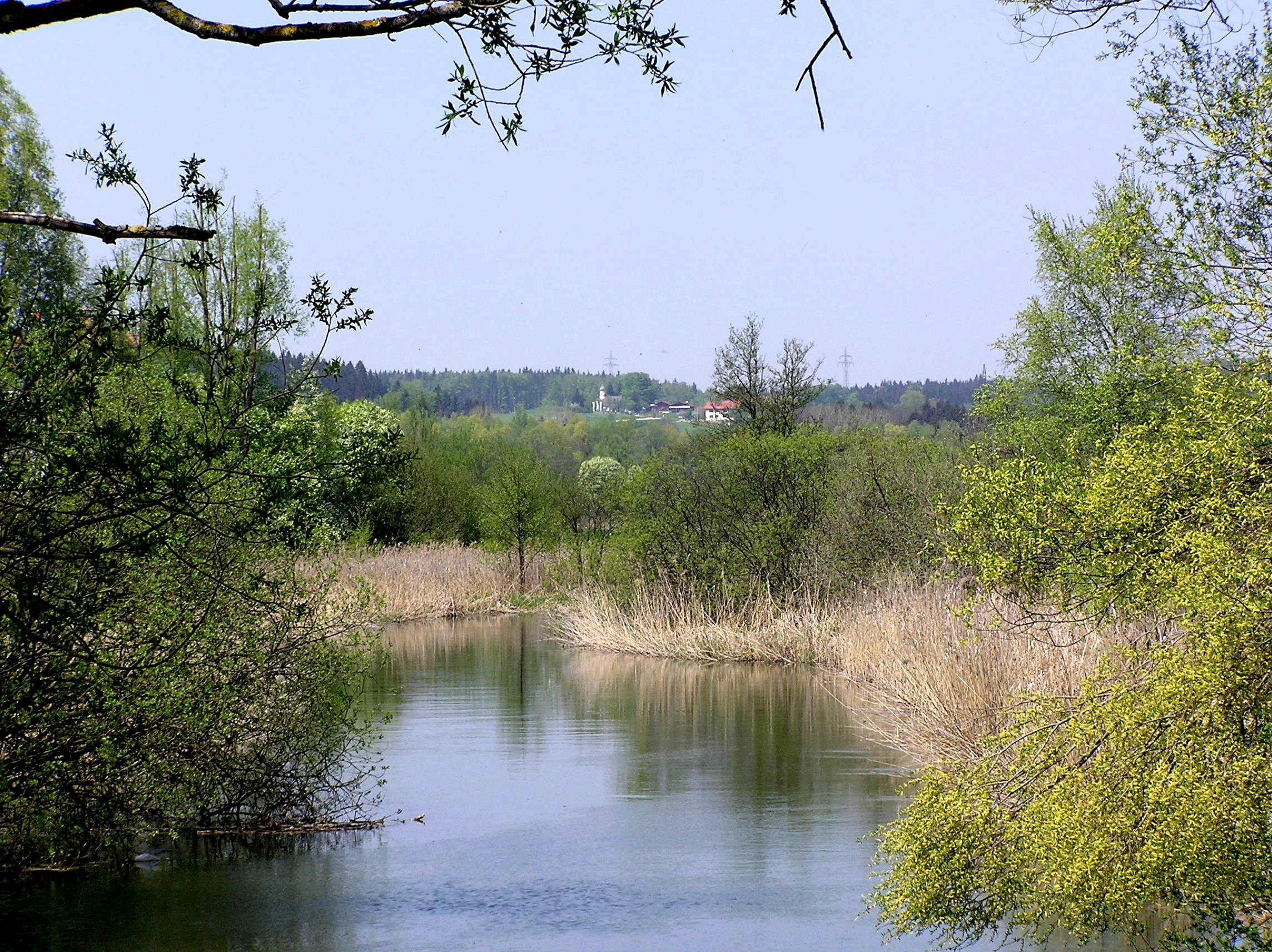
im Leutstettener Moos
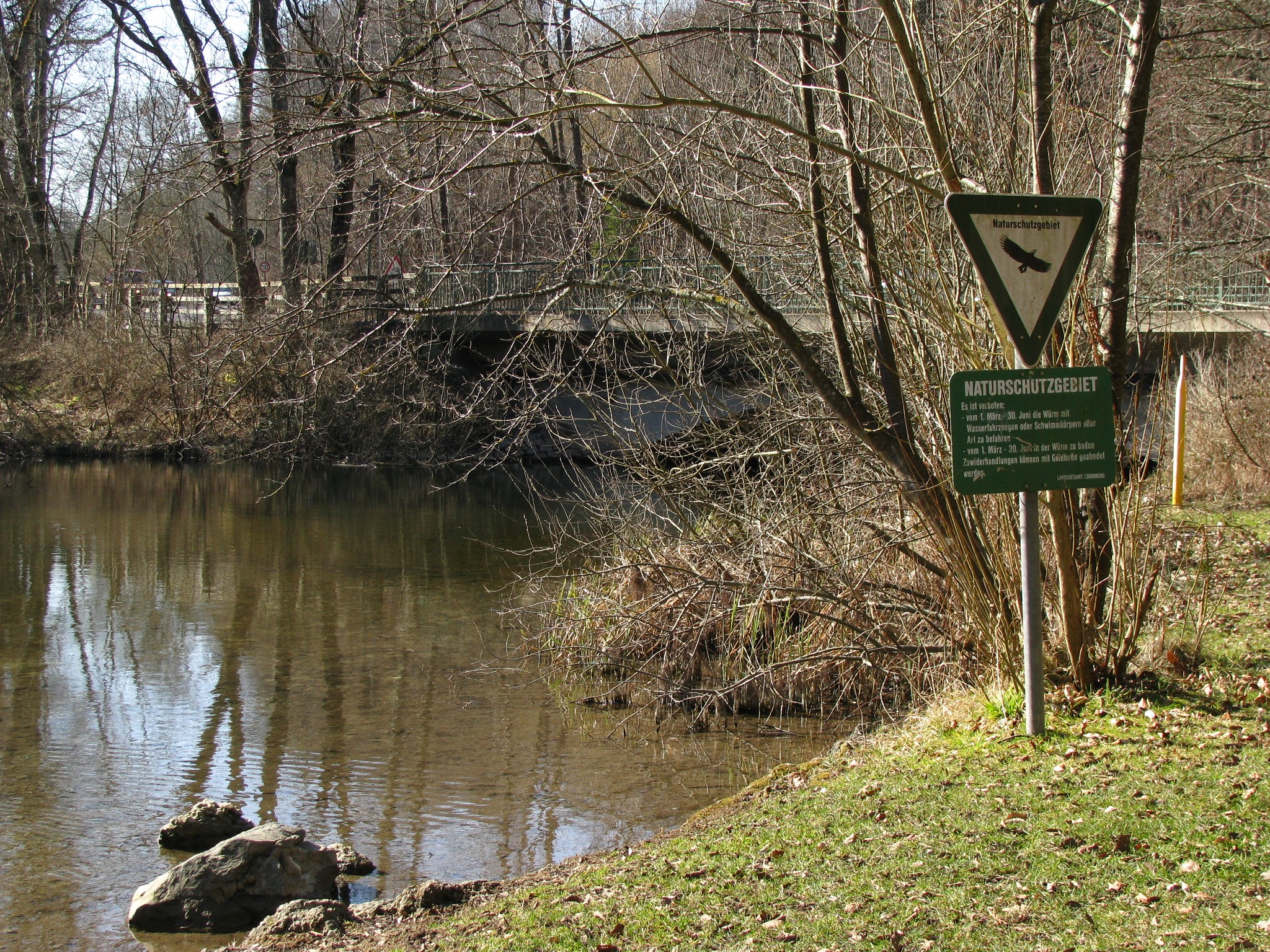
an der Brücke bei Leutstetten
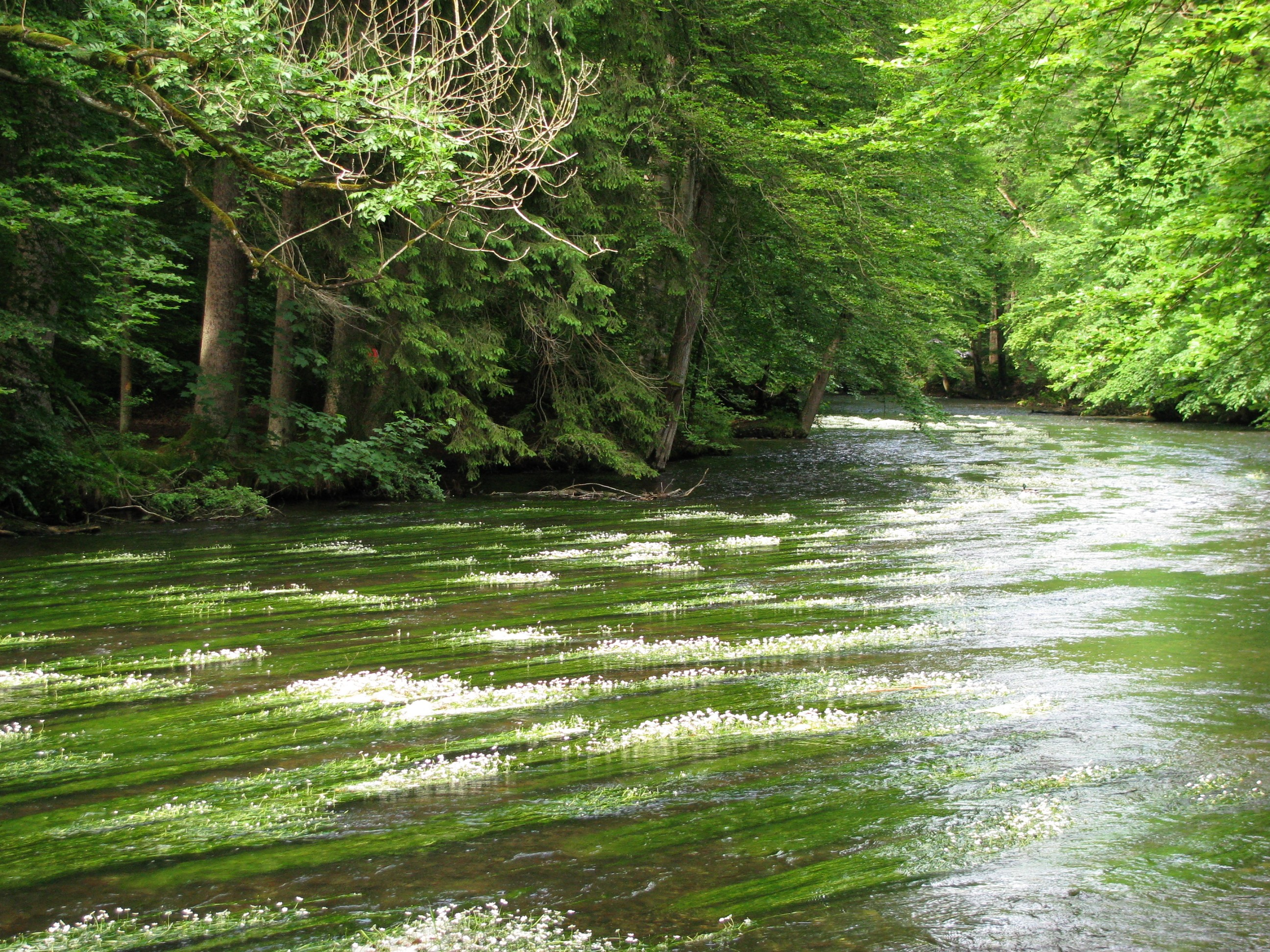
im Mühltal zwischen Leutstetten und Gauting, mit blühendem Flutenden Wasserhahnenfuß
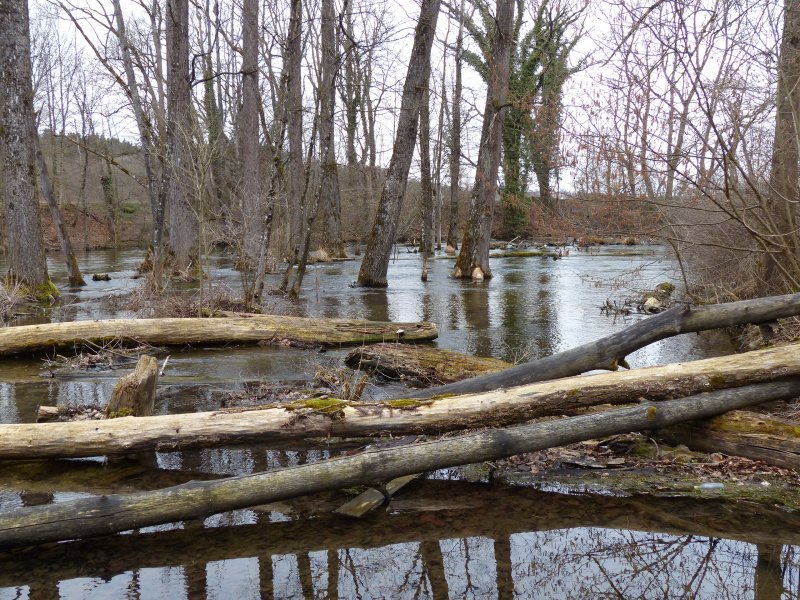
südlich von Gauting
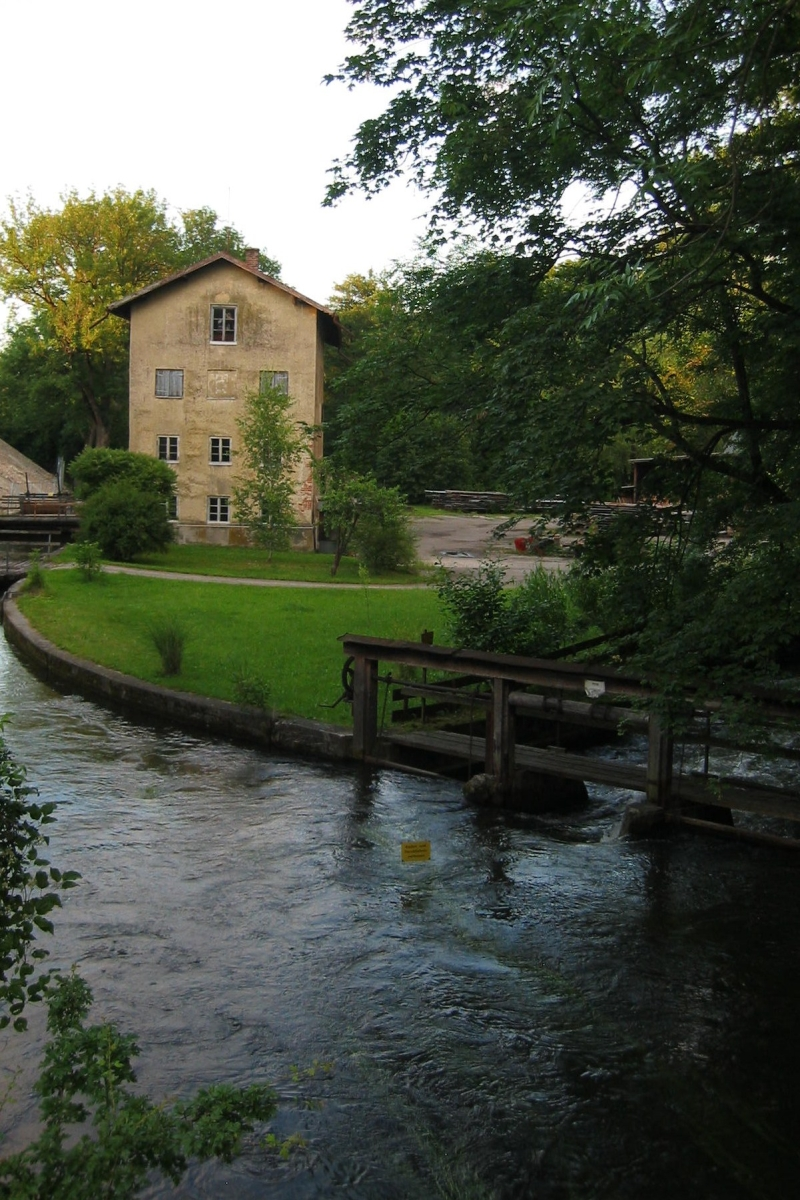
in Krailling
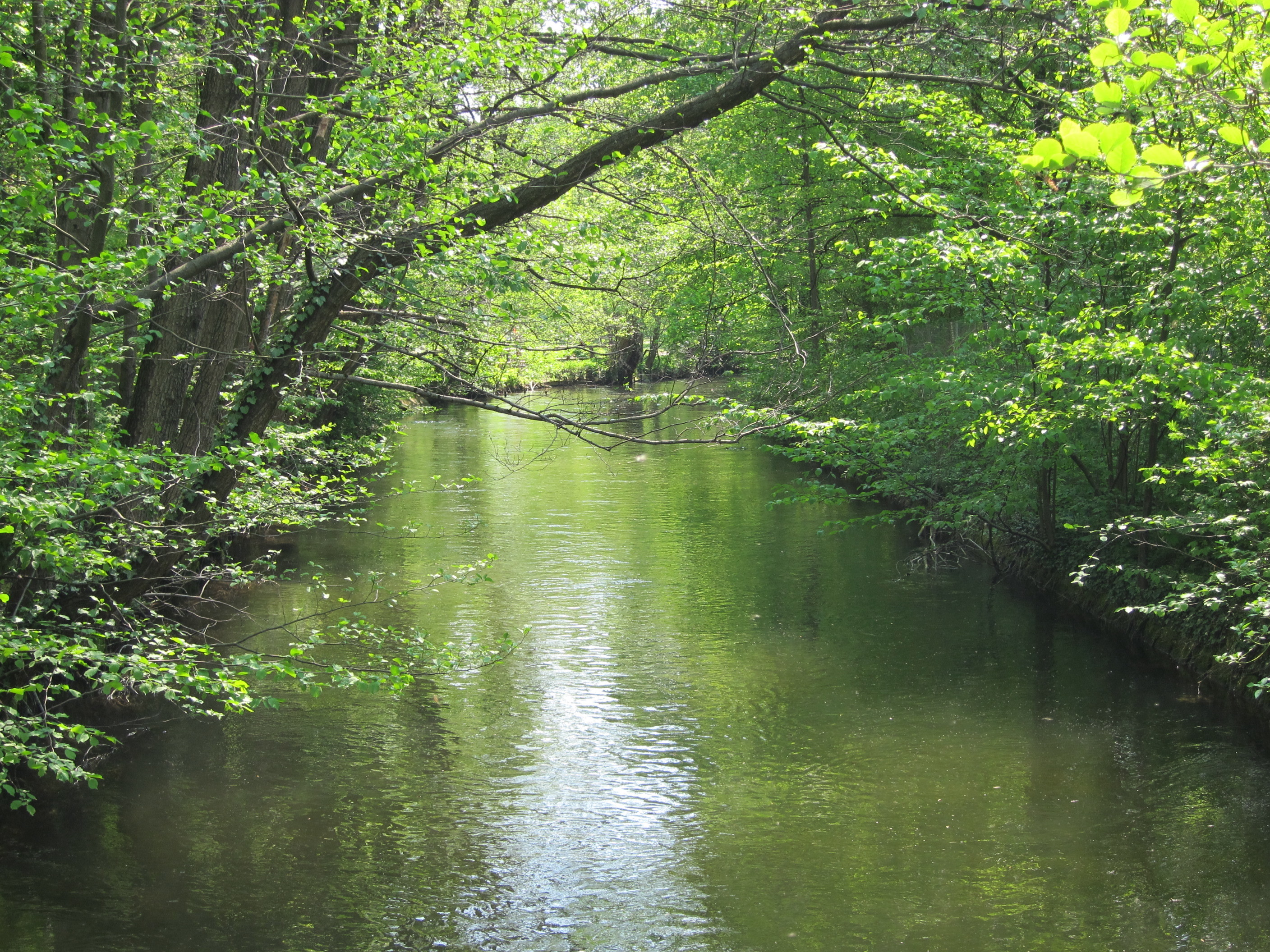
im Pasinger Stadtpark
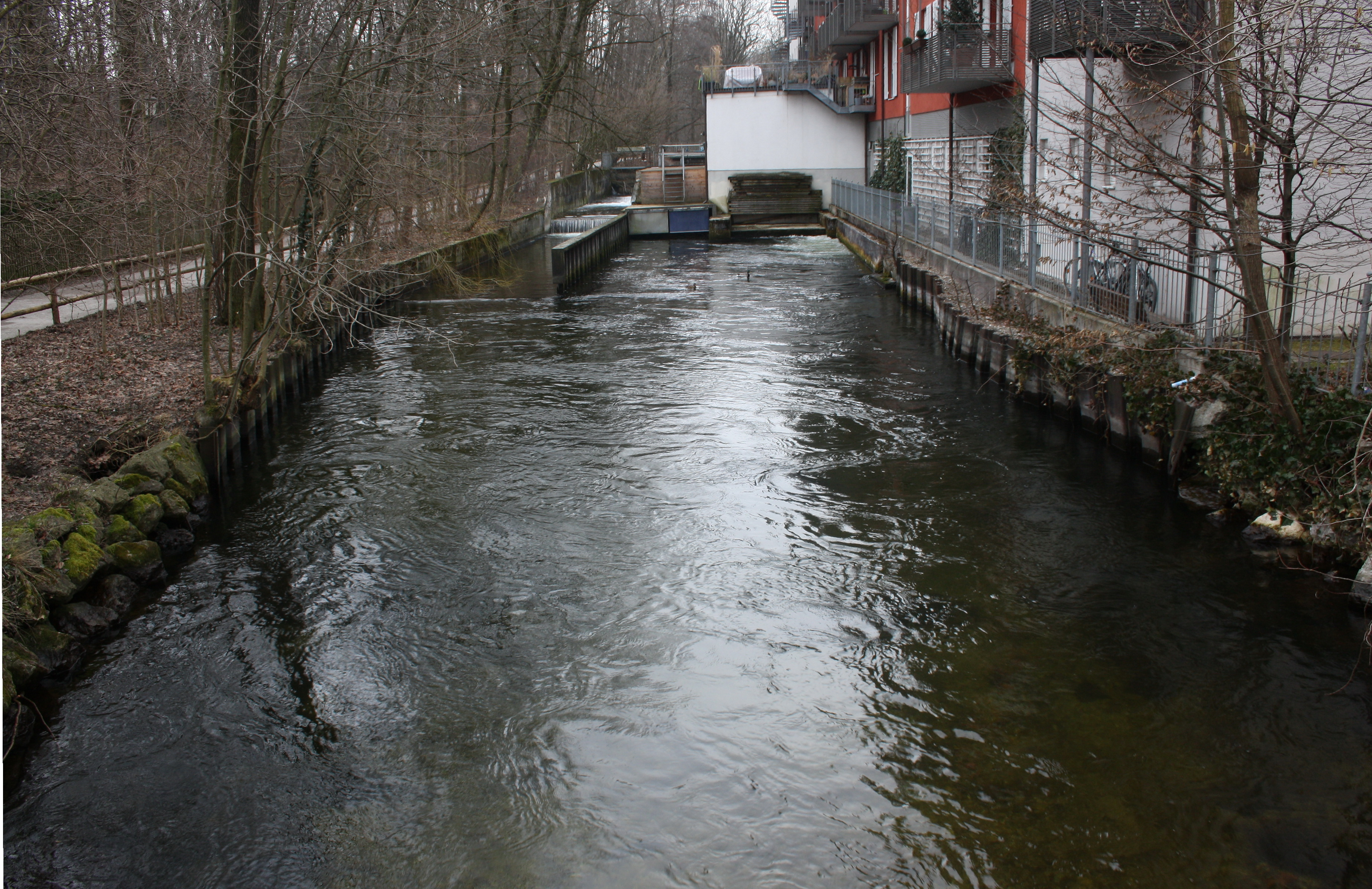
am Wehr in Pasing bei der alten Mühle
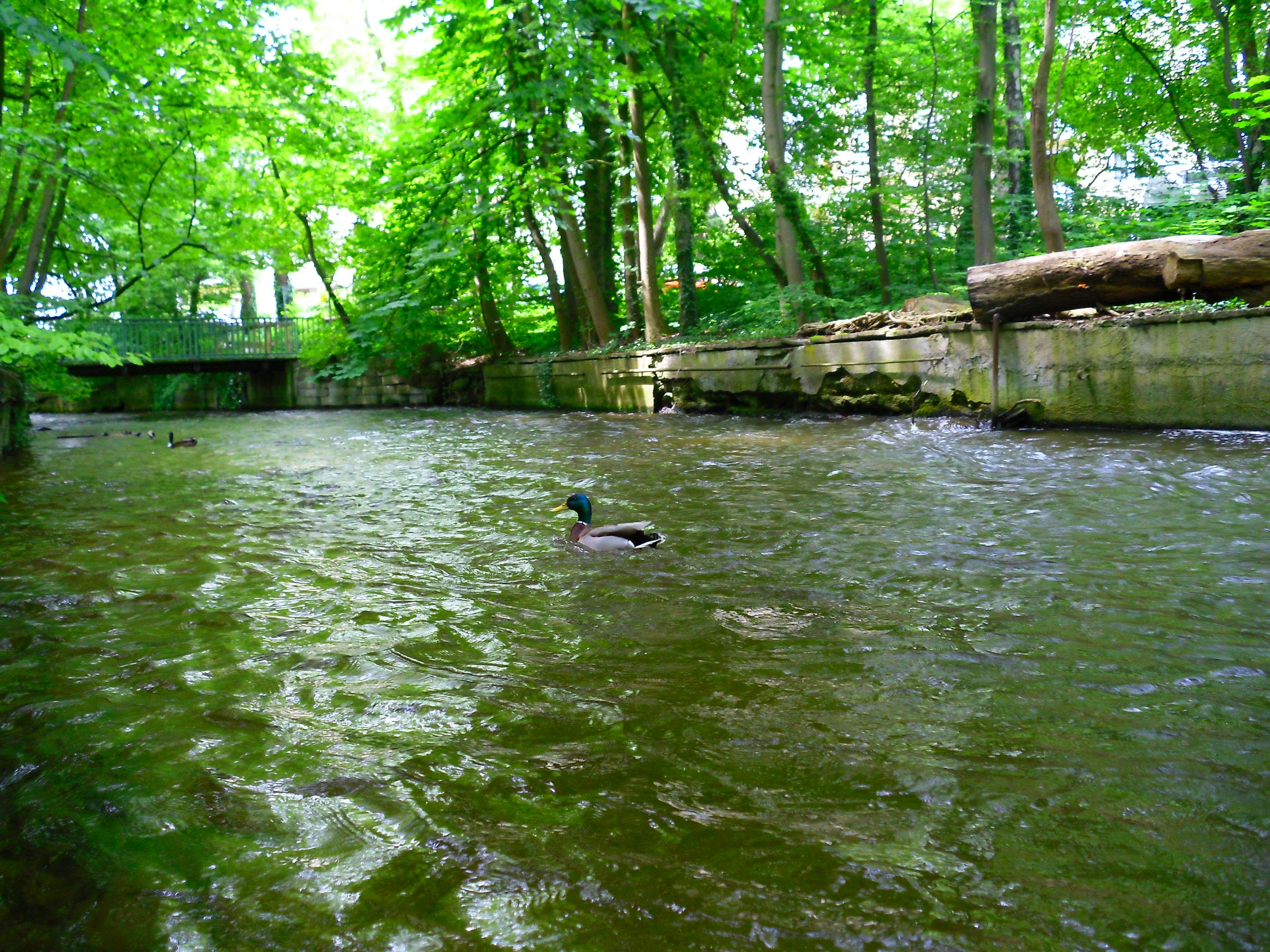
Landschaftsschutzgebiet „Würmniederung“ in Pasing
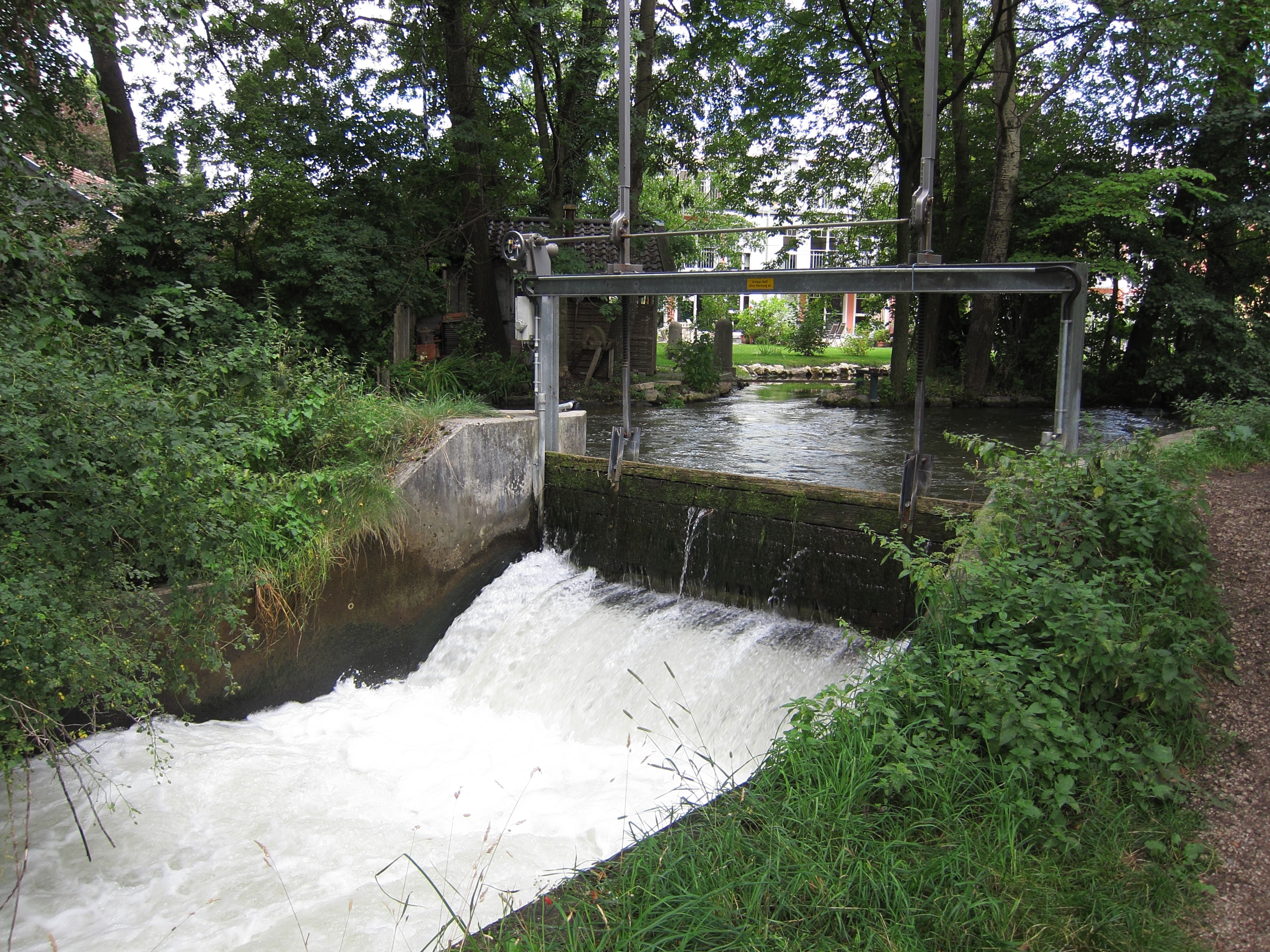
in Allach
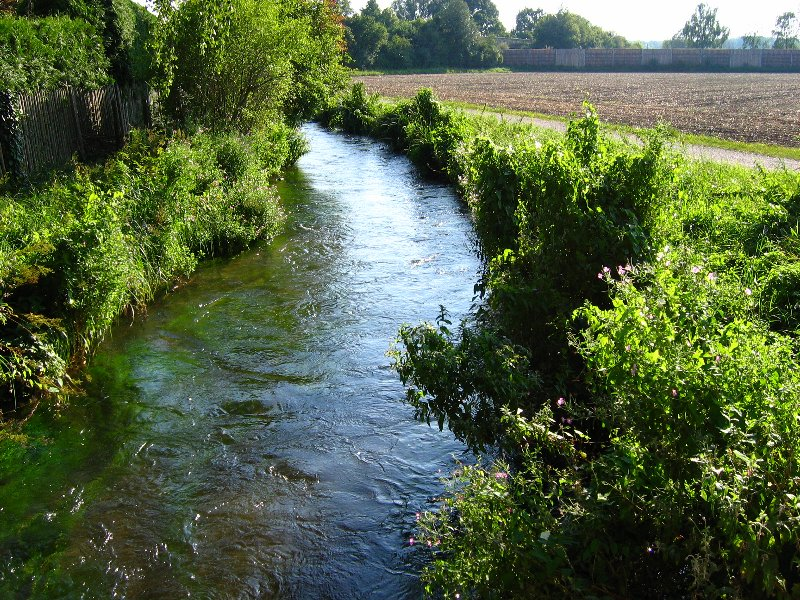
in Karlsfeld
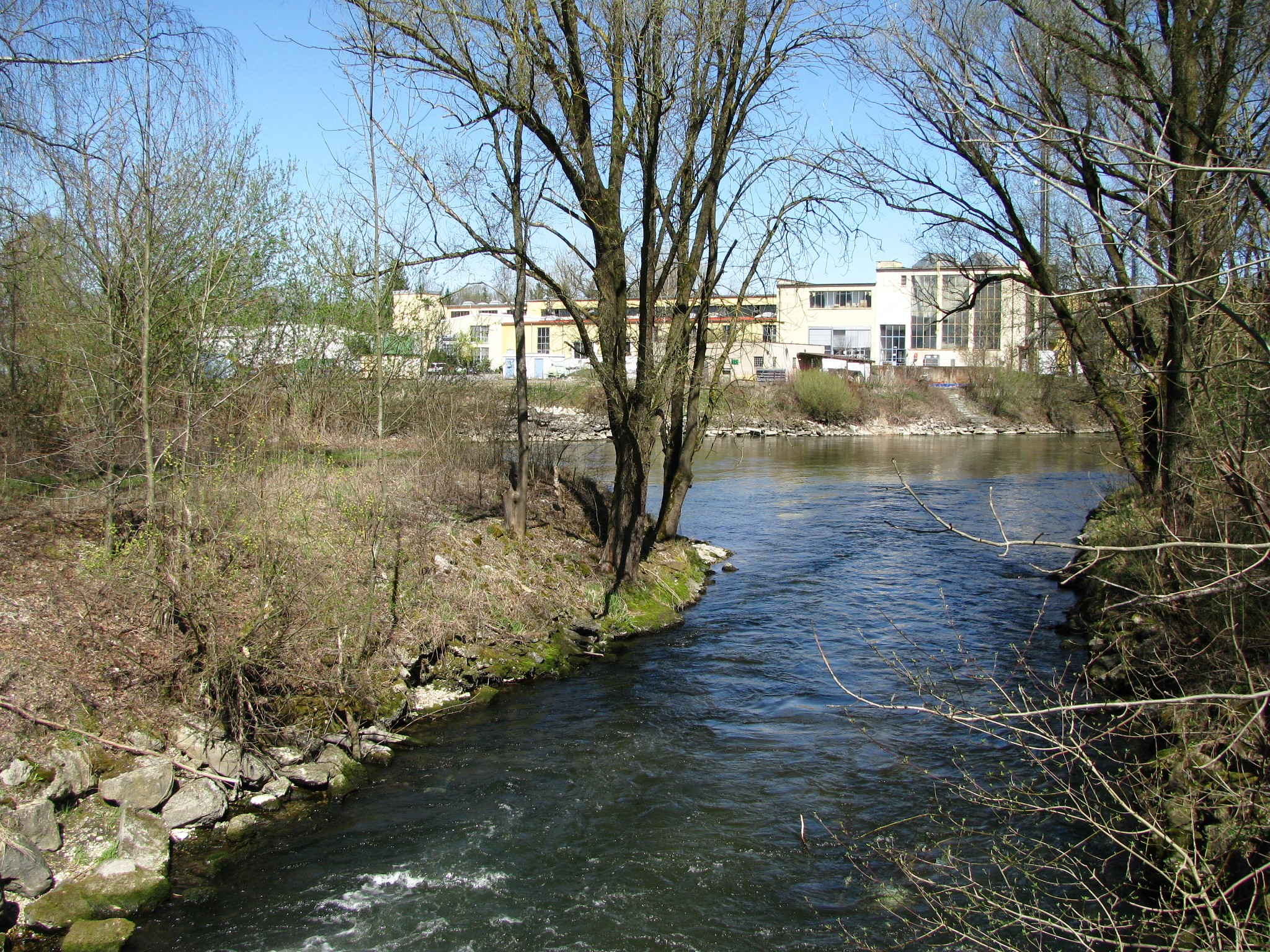
an ihrer Mündung in die Amper bei Hebertshausen
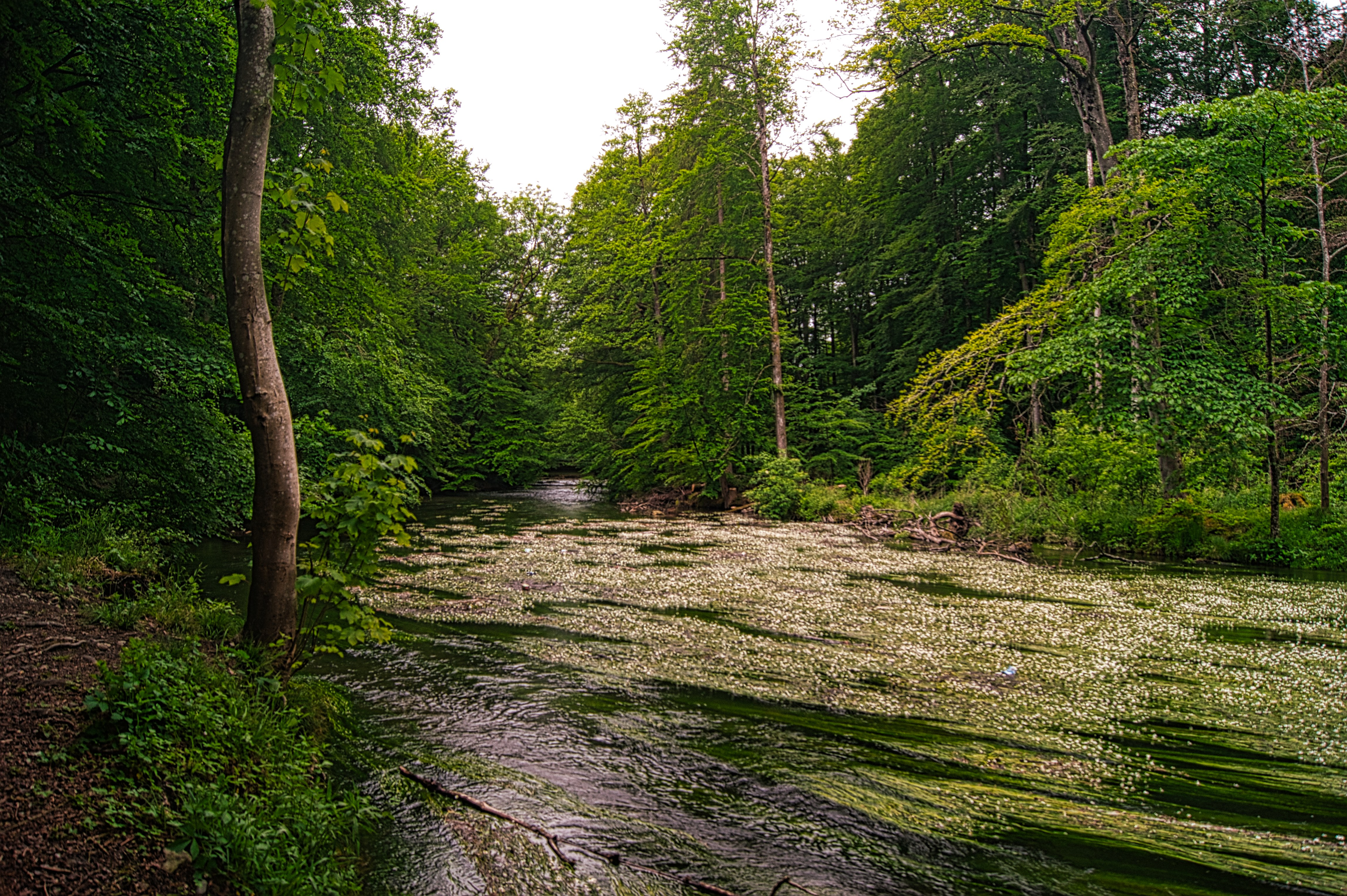
Südlich der alten Mühle

## Geschichte
Da die Würm bereits in früheren Zeiten Siedler anlockte, werden hier immer wieder Artefakte aus verschiedenen Epochen entdeckt. Zu den ältesten Funden gehört ein fast 4000 Jahre altes Hockergrab aus der frühen Bronzezeit, das 1910 in Obermenzing bei Straßenbauarbeiten ausgegraben wurde.
An die jüngere Geschichte erinnern ein Denkmal und Gedenktafeln: Im April 1945 wurden Häftlinge aus dem KZ Dachau, das direkt an der Würm liegt, in einem Todesmarsch durch das Würmtal in Richtung Alpen getrieben.